# 松下李生
松下 李生（まつした りお、1991年5月31日 - ）は、日本の元グラビアアイドル。東京都出身。

## 略歴
2010年、初のDVD『ピュア・スマイル』が発売される。同年、テレビ番組『アイドルの穴〜日テレジェニックを探せ!〜』に出演した。
2011年、2枚目のDVD『妄想癖』が発売された。同年、3枚目のDVD『いけないセイト』が発売される。
2012年8月12日、自身のブログで芸能界からの引退を発表した。

## 作品

### 映像作品
- ピュア・スマイル（2010年12月17日、竹書房） - EAN 4985914413206。
- 妄想癖（2011年6月22日、イーネット・フロンティア） - EAN 4571369477384。
- いけないセイト（2011年10月25日、エアーコントロール） - EAN 4538806019774。
- 従順な報酬（2012年2月25日、マックス） - EAN 4519144122456。
- 妄想と現実のあいだに…（2012年5月23日、イーネット・フロンティア） - EAN 4571369479906。

## 出演

### テレビ
- アイドルの穴〜日テレジェニックを探せ!〜（2010年、日本テレビ）